# Storm Corrosion (album)
Storm Corrosion debitantski je i jedini studijski album Storm Corrosiona, glazbenog projekta na kojem su sudjelovali Mikael Åkerfeldt, frontmen sastava Opeth, i Steven Wilson, bivši frontmen grupe Porcupine Tree. Diskografska kuća Roadrunner Records objavila ga je 7. svibnja 2012.

## Pozadina
Budući da su već surađivali i prije, Åkerfeldt i Wilson odlučili su na mahove raditi na zajedničkom glazbenom projektu u ožujku 2010. Wilson je kasnije izjavio da se bubnjevi pojavljuju na samo "petnaest do dvadeset posto" albuma i da na njima svira Gavin Harrison, bubnjar Porcupine Treeja. Uradak je dovršen u rujnu 2011., no odlučeno je da će biti objavljen 23. travnja 2012. da bi se Wilson mogao usredotočiti na objavu i promidžbu drugog samostalnog albuma Grace for Drowning, a Åkerfeldt na Opethov deseti studijski album Heritage; oba su albuma objavljena u rujnu 2011. Wilson je o projektu rekao:
Wilson je također komentirao da se na albumu usredotočio na sviranje klavijatura i aranžiranje glazbe, a da se Åkerfeldt usredotočio na sviranje gitare.
Izjavio je da sadrži mnogo orkestralnih dijelova i da zvuči "blago, čudno i jezivo".

## Popis pjesama
Tekstovi: Steven Wilson, osim za pjesmu "Ljudet Innan", čiji je tekst napisao s Mikaelom Åkerfeldtom, glazba: Wilson i Åkerfeldt.
| 1.    | »Drag Ropes«      | 9:52  |
| 2.    | »Storm Corrosion« | 10:12 |
| 3.    | »Hag«             | 6:28  |
| 4.    | »Happy«           | 4:53  |
| 5.    | »Lock Howl«       | 6:09  |
| 6.    | »Ljudet Innan«    | 10:20 |
| 47:54 |                   |       |

## Recenzije i prodaja
Album je dobio uglavnom pozitivne kritike, a brojni su recenzenti zaključili da je, iako se podosta razlikuje od glavnih grupa obojice glazbenika, kvalitetan takav kakav jest. AllMusic mu je dodijelio tri i pol zvjezdice od njih pet i zaključio da vrijednost albuma ovisi o tome što slušatelj očekuje: "Uzmemo li u obzir ranije suradnje, slušatelji koji očekuju da će Storm Corrosion biti idući Blackwater Park bit će vrlo razočarani jer će brzo odustati od uratka. Međutim, iako album ne zvuči kao remek-djelo metala, to ga ne čini nevrijednim slušateljeve pažnje; svi koji odluče poslušati projekt dovoljno otvorena uma i bez ikakvih očekivanja brzo će se naći u prostranom vječnom sumraku koji su oblikovala ova dva majstora zanata." Časopis Revolver dodijelio mu je jednaku ocjenu, tri i pol boda od njih pet, zbog sličnih razloga: "Mnoge bi obožavatelje Opetha i Porcupine Treeja mogao razočarati manjak žestokih rifova, no slušatelji otvorena uma imat će mnogo razloga za uživanje u tom gustom, atmosferičnom albumu." BBC ga je pohvalio i nazvao "veličanstvenim retro albumom" i pozitivno ga je usporedio s "eksperimentalnom avangardom iz 1970-ih natopljenu drogama". Novine The Guardian dodijelile su mu četiri boda od njih pet i zaključile da bi mogao "zbuniti i iživcirati jednako toliko ljudi koliko bi ih mogao opčarati, ali je kao sveobuhvatno putovanje u nepoznato Storm Corrosion zasigurno izvanredno postignuće".
Ostali recenzenti nisu bili toliko zadovoljni glazbom na albumu; časopis Powerline dodijelio mu je jedan i pol bod od pet i nazvao ga je "blesavim [albumom] koji ugađa samome sebi i koji se sastoji od krivudavih 48 minuta nenadahnutog progresivnog sviruckanja; zaslužuje da ga brzo zaborave obožavatelji bilo kojeg od glazbenika".
Debitirao je na 86. mjestu kanadske glazbene ljestvice albuma.
Godine 2012. nominiran je za nagradu Grammy u kategoriji najboljeg albuma prostranog zvuka.

## Zasluge
| Storm Corrosion - Mikael Åkerfeldt – vokali, gitara, produkcija - Steven Wilson – vokali, klavijature, produkcija; aranžman gudačkih glazbala (na pjesmi "Drag Ropes") Dodatni glazbenici - Gavin Harrison – bubnjevi, udaraljke - Ben Castle – puhaća glazbala - London Session Orchestra – orkestar (na pjesmama 1, 2 i 5) - Dave Stewart – aranžman (pjesama 2 i 5) | Ostalo osoblje - Mat Collis – snimanje (klavira) - Hans Arnold – naslovnica - Naki – fotografija - Carl Glover – dizajn |